# Lindhults plantskola
Lindhults plantskola är en av Sveriges äldsta plantskolor. Den ligger cirka 2 kilometer söder om Långås, cirka 1 mil norr om Falkenberg.
Plantskolan grundades 1868 och var ursprungligen till för att odla växter till parken tillhörande Lindhults herrgård. Plantskolan har genom åren gjort flera förändringar i upplägget, från självplock på äpplen och försäljning av 500 olika fruktsorter (Lindhultspäronet är ett minne från denna tiden), till dagens frilandsodling, egen förökning av barr-, buskväxter och ovanliga växter och import av vanligare sorter från bland annat Danmark och Nederländerna. De nuvarande ägarna har drivit plantskolan sedan 1989, och har gett den mycket av sin nuvarande form.
Andra växter som tagits fram på Lindhults plantskola är Lindhult Gold, en tuja med gulaktiga barr.